# Shotgun Jones
Shotgun Jones ist ein Western-Kurzfilm aus dem Jahr 1914 vom Regisseur Colin Campbell.

## Besetzung
- Wheeler Oakman
- Jack McDonald
- Frank Clark (als Frank M. Clark)
- Hoot Gibson
- Bessie Eyton
- Fernando Gálvez
- William Elmer
- Joseph W. Girard